# Kapruni katasztrófa
A kapruni katasztrófa a 2000. november 11-én az ausztriai Kaprun siklóvasútját, a Gletscherbahn Kaprun 2 alpesi alagúton felfelé tartó szerelvényét ért tűzeset volt. A tragédiát, amelyben 155 ember vesztette életét, csak tizenketten élték túl, tíz német és két osztrák állampolgár. Az áldozatok a Kitzsteinhorn gleccserhez tartó síelők voltak.

## A szerelvény
A Gletscherbahn Kaprun 2 szerelvény egy siklóvasút volt, amely Kaprun és a Kitzsteinhorn gleccser között szállította az utasokat. A siklót 1974-ben nyitották meg az utazóközönség előtt. 1993-ban modernizálták, amely során a szerelvények futurisztikus, modern kinézetet kaptak. A siklóvonal szokatlan 946 milliméteres nyomtávval rendelkezett és 3900 méter hosszú volt, melyből 3300 métert alagútban tett meg. A sikló felfelé és lefelé is közlekedett, mintegy 25 km/órás sebességgel a 30 fokos dőlésszögű pályatesten. A két vágányon ellentétes irányban közlekedő siklószerelvényeket motorizált csörlőrendszer hajtotta, így mozdonyvezetőkre nem volt szükség, csupán a fékezéshez használt 160 literes folyadéktartályok elhelyezését kellett a tervezőknek megoldaniuk. A legfeljebb 180 személy szállítására alkalmas vagonok ajtajait a kalauzok működtették.
A tűzoltókészülékeket nem az utastérben, hanem a vasúti kísérők kabinjában helyezték el. Füstérzékelőket nem szereltek fel, emellett vészjelzőrendszer sem volt kiépítve, amelynek segítségével az utasok gyorsan jelezhették volna a vonatkísérők felé a tüzet. A siklóvasutak szakértője, Joseph Nejez professzor szerint miután üzemanyagot nem szállítottak a siklóvasuton, a szakemberek sem feltételezték, hogy tűz üthetne ki a szerelvényen.

## A katasztrófa
2000. november 11-én reggel 167 utassal és egy jegyvizsgálóval indult útnak a sikló felfelé a gleccserhez. Miután a szerelvény kilenc óra körül beért az alagútba, az egyik felügyelet nélküli kabinban, a vonat alsó részén az elektromos fűtőtest tervezési hiba miatt túlmelegedett és tüzet fogott. A tűz megolvasztotta a műanyag csöveket, amelyekben a fékrendszerhez használt gyúlékony hidraulikus folyadék keringett. A tűz miatt csökkent a fékekben a nyomás, és a szerelvény az akkori biztonsági előírásoknak megfelelően megállt a pályán, mintegy 600 méterrel az alagút alsó nyílásától. Néhány perccel később a kalauz, aki a vonat felső részén lévő kabinban tartózkodott, ráébredt, hogy tűz ütött ki a szerelvényen, és megpróbálta kinyitni a hidraulikus működtetésű ajtókat, de a rendszer nem engedte az ajtók nyitását. A kalauz elveszítette az összeköttetést az irányítóközponttal, mivel a tűz átégette a vágány mellett futó 16 kilovoltos kábelt, ami áramszünetet okozott a síközpontban.
A tűztől és az ajtók működésképtelenségétől pánikba esett utasok megpróbálták az ütésálló akrilüveget kitörni, hogy kiszabaduljanak. Tizenkét utas a szerelvény alsóbb részén sikeresen ki is törte az üveget, és egyikük javaslatára – aki húsz évig önkéntes tűzoltóként szolgált – lefelé távolodtak el a vonattól, hogy a füst szintje alá kerüljenek.
A még mindig csapdában lévő utasok közül sokan elveszítették az eszméletüket a mérgező füst miatt. A kalauznak végül sikerült kinyitnia az ajtót és azokkal az utasokkal, akik még eszméletüknél voltak, felfelé menekültek az alagútban. Az alagút ekkor már egy kéményhez hasonlóan működött, ami szerint alulról gyorsan szívta el a levegőt és sűrű füstöt, hőhullámokat és tüzet terelt fölfelé. Mindegyik utas, aki a kalauzzal együtt felfelé tartott az alagútban, megfulladt a füsttől, majd megégtek a tomboló tűztől.
Az éppen lefelé tartó másik szerelvényen utazó egyetlen utas és a jegyvizsgáló szintén megfulladt a sűrű füstben. A füst felfelé terjedt az alagútban és mintegy 2500 méternyire tört felszínre a pálya végén. Két alkalmazott a felső utasközpontban látta a füstöt, riasztották az utasokat és az alkalmazottakat, és a vészkijáraton keresztül próbáltak menekülni. Sajnálatos módon a vészkijárat ajtaját nyitva hagyták, amely a már említett kémény-hatás miatt füstöt vezetett az utasközpontba, ahol három ember megfulladt, és a közben kiérkező tűzoltók csak egyetlen ember életét tudták megmenteni.
A kigyulladt szerelvényről lefelé tartó tizenkét utasnak sikerült csak túlélnie a katasztrófát, mert a lángok és a füst csak fölfelé terjedt, ezért elkerülték a fulladást és az égési sérüléseket.
A tragédia után egy évvel sikerült megállapítaniuk a szakértőknek, hogy a tüzet a túlmelegedett fűtőtest okozta. A felforrósodó fűtőtest megolvasztotta a gyúlékony hidraulikus folyadékot szállító műanyag csövet, amely a fékrendszerhez tartozott, majd lángra lobbantotta a többi éghető anyagot is. A hidraulikus rendszerben fellépő nyomáscsökkenés miatt a szerelvény megállt és az ajtókat sem lehetett kinyitni. A vizsgálat azt is megállapította, hogy ez a fajta fűtőtest nem alkalmas siklókba, sőt erre a típusra vonatkozó szabályok megtiltják az ilyen szerelvényekbe történő beépítést.

## Áldozatok és következmények
A tragédiát követően a siklót soha többé nem nyitották meg ismét. A sikló helyett felvonórendszert építettek ki, amelyben kabinokban utazhatnak a gleccserhez és vissza a síelők. Az áldozatok állampolgársága a következő:
| Állampolgárság            | Áldozatok száma |
| ------------------------- | --------------- |
| Ausztria                  | 92              |
| Németország               | 37              |
| Japán                     | 10              |
| Amerikai Egyesült Államok | 8               |
| Szlovénia                 | 4               |
| Hollandia                 | 2               |
| Egyesült Királyság        | 1               |
| Csehország                | 1               |
| Összesen                  | 155             |

## Fordítás
- Ez a szócikk részben vagy egészben  a   Kaprun disaster című angol Wikipédia-szócikk ezen változatának fordításán alapul.  Az eredeti cikk szerkesztőit annak laptörténete sorolja fel. Ez a jelzés csupán a megfogalmazás eredetét és a szerzői jogokat jelzi, nem szolgál a cikkben szereplő információk forrásmegjelöléseként.